# 杨少桥
杨少桥（1913年—1996年2月13日），男，山西清徐人，中华人民共和国政治人物。

## 生平

### 民国时期
早年就读于太原国民师范。1937年，参加革命。1938年，历任洪洞县政府秘书、一科科长、河东办事处主任，赵城县县长等职。晋西事变后，任太岳专署第二办事处主任、晋冀鲁豫边区太岳区第八专员公署专员、安泽县县长、太岳行署财经处秘书及建设处副处长。
抗日战争胜利后，任太岳军区后勤司令部政委、太岳行署办事处主任，参加上党战役和晋南保卫战。后随陈谢兵团挺进豫西，任豫陕鄂区后勤司令部副政委、豫陕鄂区行署副主任。1948年3月，解放军攻占洛阳，担任洛阳市第一任市长兼洛阳市城防司令。为解决城市解放后人力黄包车夫失业问题，带头坐黄包车，得到了主持中原局日常工作的邓子恢的赞扬。1949年1月后，历任豫西行署副主任、中原临时人民政府交通部副部长、河南省人民政府委员、中原和华中支前司令部参谋长。后随军南下组织人民群众，参加淮海战役、解放华中和海南岛战役。

### 共和国时期
中华人民共和国建立后，先后担任中原临时人民政府财政部副部长、中南军政委员会财政部副部长、中央人民政府财政部中南财政管理局局长、中南行政委员会财经委员会委员、中南行政委员会财政局局长。1955年，任中华人民共和国财政部部长助理、预算司司长。1960年，任中华人民共和国粮食部副部长、党组副书记。1964年，当选第三届全国人民代表大会代表。1966年6月，任北京市人民委员会副市长，10月任中共北京市委常委。1967年后历任北京市革委会委员、财贸组长，北京市革委会石油化工区办事处副主任，北京市石油化工总厂党委常委。
文化大革命期间受到迫害。1977年当选北京市第七届人民代表大会代表、中国人民政治协商会议北京市第五届委员会常务委员。次年任商业部顾问。1979年任粮食部副部长、党组副书记。1980年底当选为中国共产党第十二次全国代表大会代表。1984年任中央整党指导委员会财贸口领导成员。1990年2月离休后，担任中国粮油学会理事长、中国粮食经济学会顾问、中国商业经济学会顾问。
1996年2月13日，因病在北京去世。